# Horst Bieber
Horst Bieber (* 12. Januar 1942 in Essen; † 27. Mai 2020 in Hamburg) war ein deutscher Journalist und Krimiautor.

## Leben und Wirken
Bieber studierte Geschichte, Philosophie und Germanistik an der Ruhr-Universität Bochum. Dort wurde er mit einer Dissertationsschrift über den Publizisten Paul Rohrbach promoviert. Als Journalist begann er bei der Westdeutschen Allgemeinen Zeitung. 1970 wechselte er zur Wochenzeitung Die Zeit, wo er u. a. über den Franquismus, die Nelkenrevolution, den Sandinismus und Kuba unter dem Regime von Fidel Castro schrieb. 1990 stieg er zum Chef vom Dienst der Zeit auf; diese Position hatte er bis zu seiner durch eine schwere Krankheit bedingten Frühpensionierung im Jahr 1997 inne.
Zunächst schrieb Horst Bieber historische Sachbücher, später veröffentlichte er seinen ersten Krimi Sackgasse (1982). In anderen Romanen griff er vor allem gesellschaftliche und politische Themen auf, beispielsweise den Datenschutz, das Nebeneinander der Geheimdienste oder Probleme mit polizeilicher Ermittlungsarbeit. Seine Stärken waren seine Gabe zur genauen Beobachtung sowie sein ausgeprägtes Erzähltalent.
Für das Werk Sein letzter Fehler erhielt Bieber 1987 den Deutschen Krimi-Preis. Horst Bieber starb im Mai 2020 im Alter von 78 Jahren in Hamburg.

## Werke

### Sachbücher
- Paul Rohrbach, ein konservativer Publizist und Kritiker der Weimarer Republik. (= Dortmunder Beiträge zur Zeitungsforschung, Bd. 16). De Gruyter, Berlin 1972. ISBN 978-3-7940-2516-9.
- Portugal. Fackelträger-Verlag, Hannover 1975. ISBN 978-3-7716-2089-9.

### Krimis
- Sackgasse. Rowohlt, Reinbek bei Hamburg 1982. ISBN 978-3-499-42598-1.
- Wrozecks Meineid. Rowohlt, Reinbek bei Hamburg 1985. ISBN 978-3-499-42704-6. (1990 ins Slowakische übersetzt, ISBN 80-221-0107-9)
- Sein letzter Fehler. Rowohlt, Reinbek bei Hamburg 1986. ISBN 978-3-499-42756-5.
- Jede Wahl hat ihren Preis. Rowohlt, Reinbek bei Hamburg 1987. ISBN 978-3-499-42820-3.
- Scherenschnitte. Rowohlt, Reinbek bei Hamburg 1988. ISBN 978-3-499-42881-4.
- Zeus an alle. Rowohlt, Reinbek bei Hamburg 1989. ISBN 978-3-499-42948-4.
- Schnee im Dezember. Rowohlt, Reinbek bei Hamburg 1990. ISBN 978-3-499-42994-1.
- Fehlalarm. Rowohlt, Reinbek bei Hamburg 1991. ISBN 978-3-499-43028-2.
- Der Lauscher an der Wand. Rowohlt, Reinbek bei Hamburg 1993. ISBN 978-3-499-43111-1.
- Auf Anraten meines Anwaltes. Rowohlt, Reinbek bei Hamburg 1994. ISBN 978-3-499-43128-9.
- Kaiserhof. Grafit Verlag, Dortmund 1996. ISBN 978-3-89425-068-3.
- Eckhoffs Fall. Grafit Verlag, Dortmund 1999. ISBN 978-3-89425-229-8.
- Der Abstauber. Grafit Verlag, Dortmund 2001. ISBN 978-3-89425-260-1.
- Das graue Loch. Grafit Verlag, Dortmund 2002. ISBN 978-3-89425-269-4.
- Die tote Tante aus Marienthal. (= Schwarze Hefte, Bd. 41). Hamburger Abendblatt, Hamburg 2002. ISBN 978-3-921305-01-0.
- Beas Beute. Grafit Verlag, Dortmund 2003. ISBN 978-3-89425-279-3.
- Soko Feuer. Grafit Verlag, Dortmund 2004. ISBN 978-3-89425-291-5.
- Anna verschwindet. Grafit Verlag, Dortmund 2005. ISBN 978-3-89425-309-7.
- Sein letzter Tresor. Grafit Verlag, Dortmund 2006. ISBN 978-3-89425-328-8.
- Lösegeld. Llux Agentur-&-Verlag, Ludwigshafen am Rhein 2011. ISBN 978-3-938031-41-4.
- 2014: Verlorene Sicherheit
- 2014: Mord beginnt im Herzen
- 2013: Immer der Gärtner (hey!shorties)
- 2015: Erben nicht erwünscht (Edition Bärenklau/Amazon, ISBN 978-1-5142-5153-9)
- 2015: Krimi Sommer 2015: 12 Krimis (Cassiopeiapress, ISBN 978-1-5143-2185-0)
- 2015: Die Kommissarin gibt auf (Edition Bärenklau/Amazon, ISBN 978-1-5142-3081-7)
- 2015: Matus Rache: Krimi (ISBN 978-1-5143-6306-5)
- 2015: Anna verschwindet (2. Auflage, ISBN 978-3-89425-309-7)
- 2015: Moosgrundmorde in: Tuch und Tod (Create Space Independent Publishing Platform, ISBN 978-1-5153-4547-3)
- 2015: Ein geduldiger Jäger findet sein Ziel (Create Space Independent Publishing Platform, ISBN 978-1-5152-6649-5)

### E-Books
- 2014: Bolzenschüsse/Verlorene Sicherheit (kindle Edition)
- 2014: Niemand kommt so leicht davon (kindle Edition)
- 2014: Das Horst Bieber Krimi-Paket: Fünf Thriller in einem Band (kindle Edition)
- 2015: Unser Mann für Vogelheim: Eine ganz normale Politikintrige (kindle - ISBN 978-3-7368-7287-7)
- 2015: Eher bring ich sie um (Cassiopeiapress Thriller/Edition Bärenklau/kindle eBook)
- 2015: Ein Kandidat muss weichen. (kindle, ISBN 978-3-7368-7984-3)
- 2015: Ein Killer geht in Rente: Krimi (Cassiopeiapress Thriller/Edition Bärenklau/kindle eBook)
- 2015: Alfreds Krimi Paket 1: Neun Romane (Cassiopeiapress Thriller Spannung/UKsak E Books)
- 2015: Das dritte Horst Bieber Krimi-Paket: Sieben Krimis (Cassiopeiapress Thriller, ISBN 978-3-7389-0011-8)
- 2015: Am Grab meiner Liebe: Kriminalroman (Cassiopeiapress Thriller Spannung/Edition Bärenklau/kindle)
- 2015: Zum Guten oder schlimmen Ende (Cassiopeiapress Krimi/Edition Bärenklau/kindle eBook)
- 2015: Die Kommissarin gibt auf: Krimi(kindle eBook, ISBN 978-3-7368-2987-9)
- 2015: Vier Mörder: Vier Krimis (Cassiopeiapress Thriller Sammelband/kindle eBook)
- 2015: Erben nicht erwünscht: Krimi (Cassiopeiapress/Edition Bärenklau/kindle eBook)
- 2015: Rheinland, Gebeinland: Krimis vom Rhein (Cassiopeiapress Sammelband/kindle)
- 2015: Moosgrundmorde: Krimi (Cassiopeiapress Thriller/Edition Bärenklau/kindle eBook, ISBN 978-3-7368-4268-7)
- 2015: ...acht, neun, aus? (Cassiopeiapress Regio/Krimi/Edition Bärenklau/kindle eBook, ISBN 978-3-7368-1973-3)
- 2015: Nur ein Hörfehler: Krimi (Cassiopeiapress Thriller/Edition Bärenklau/kindle eBook, ISBN 978-3-7368-7884-6)
- 2015: Mord beginnt im Herzen: Thriller (kindle eBook, ISBN 978-3-7368-0046-5)
- 2015: Nachts sind alle Männer grau: Krimi (Cassiopeiapress/Edition Bärenklau/kindle eBook, ISBN 978-3-7368-7445-9)
- 2015: Zwei Täter-ein Opfer: Krimi (Cassiopeiapress Spannung/Edition Bärenklau/kindle eBook, ISBN 978-3-7368-7907-2)
- 2015: Was bleibt, ist das Verbrechen: Krimi (kindle eBook, ISBN 978-3-7368-4963-1)
- 2015: Verlorene Sicherheit: Kriminalroman (Cassiopeiapress Originalausgabe/Edition Bärenklau/kindle eBook, ISBN 978-3-7309-9818-2)
- 2015: Bolzenschüsse: Thriller (kindle eBook, ISBN 978-3-7368-1427-1)
- 2015: Zwei Krimis: Niemand kommt so leicht davon / Mord beginnt im Herzen (Cassiopeiapress Thriller Spannung/kindle eBook)
- 2015: Krimi Sommer 2015: 12 Krimis (Cassiopeiapress/kindle eBooks)
- 2015: Mördersommer 2015: Acht Krimis (Cassiopeiapress Spannung/kindle eBook)
- 2015: Zwei Krimis: Was bleibt, ist das Verbrechen / ...acht, neun, aus? (Zwei Romane des Deutschen Krimipreisträgers. ISBN 978-3-7368-4964-8)
- 2015: Das große Buch der Regio-Krimis: Romane und Erzählungen (kindle eBook)
- 2015: Das zweite Horst Bieber Krimi-Paket: Fünf Thriller (Cassiopeiapress Spannung/kindle e Book)
- 2015: Ein kriminelles Quartett: Vier Thriller (Uksak E-Books/Amazon Media)

### Hörbücher
- 2001: WDR-Prime-Crime 3 Cassetten: Hörkassette (Audio-CD)
- 2006: Das graue Loch, Radioropa (Hörbuch-Audio-CD)

### Fernsehen
- 1991: Tatort: Tod eines Mädchens (Fernsehkrimi, NDR, 90 Min.) (Drehbuch: Horst Bieber; Regie: Jürgen Roland) mit Manfred Krug, Erstausstrahlung am  4. August 1991 in der ARD
- 1992: Gerichtstag (Fernsehfilm, NDR/ORF, 85 Min.) (Drehbuch: Horst Bieber; Regie: Eberhard Itzenplitz) mit H.P.Korff, Erstausstrahlung am 12. Februar 1992 in der ARD

### Kriminalhörspiele im Radio (meist WDR)
- 1986: Der Irrtum
- 1987: Alter schützt vor Scharfsinn nicht
- 1988: Ein mörderischer Ruf
- 1988: Gefunden und verschwunden
- 1991: Alter schützt vor Scharfblick nicht
- 1993: Und ich habe zurückgeschlagen
- 1996: Tödliches Vertrauen
- 1997: Onkels Erben
- 1998: Kaltschnäuzig
- 2007: Wahlkrieg, Produktion: WDR, 48 Min., Regie: Christoph Pragua.[4]

## Ehrungen und Auszeichnungen
- 1987: Deutscher Krimi Preis